# Mimosa grahamii
Mimosa grahamii är en ärtväxtart som beskrevs av Asa Gray. Mimosa grahamii ingår i släktet mimosor, och familjen ärtväxter.

## Underarter
Arten delas in i följande underarter:
- M. g. grahamii
- M. g. lemmonii